# Thomas Gouge
Thomas Gouge (Bow, Londres, 19 de septiembre de 1609-Londres, 29 de octubre de 1681) fue un clérigo inglés presbiteriano, coetáneo de Samuel Pepys, asociado con el movimiento puritano.
Gouge era hijo de William Gouge, clérigo y párroco de la iglesia de Santa Ana en Blackfriars. Thomas Gouge fue educado en Eton y en el King's College de la Universidad de Cambridge, del que se convirtió en miembro en 1628. Fue vicario de la parroquia de St. Sepulchre desde 1638, hasta el Acta de Uniformidad de 1662. La negativa de Gouge a utilizar la versión de 1662 del Libro de Oración Común aparece en el diario de Samuel Pepys.
Thomas Gouge fue famoso durante su vida por actos de caridad, especialmente en el Gran Incendio de Londres. Proporcionó trabajo para los pobres en el sector del lino e hilado del cáñamo. Viajó por Gales realizando trabajos de caridad y distribuyendo literatura religiosa. La obra más recordada de Gouge es Riqueza aumentada dando a los pobres. El sermón del funeral de Gouge fue pronunciado por John Tillotson.